# Kanton Sarlat-la-Canéda
Kanton Sarlat-la-Canéda (francouzsky Canton de Sarlat-la-Canéda) je francouzský kanton v departementu Dordogne v regionu Akvitánie. Tvoří ho 12 obcí.

## Obce kantonu
- Beynac-et-Cazenac
- Marcillac-Saint-Quentin
- Marquay
- Proissans
- La Roque-Gageac
- Saint-André-d'Allas
- Sainte-Nathalène
- Saint-Vincent-le-Paluel
- Sarlat-la-Canéda
- Tamniès
- Vézac
- Vitrac